# Pedicularis venusta
Pedicularis venusta är en snyltrotsväxtart som beskrevs av Pjotr Ivanovitj Schangin och Aleksandr Andrejevitj Bunge. Pedicularis venusta ingår i släktet spiror, och familjen snyltrotsväxter. Inga underarter finns listade i Catalogue of Life.